# Familii de politopuri
Există mai multe familii de politopuri simetrice cu simetrie ireductibilă care au un membru în mai mult de o dimensionalitate. Acestea sunt tabelate aici prin proiecții în poligoane Petrie și diagrame Coxeter–Dynkin.
| I2(p) | Dn |

| E6 | E7 | E8 | F4 | G2 |

| Politopuri regulate și uniforme convexe fundamentale în dimensiunile 2–10 | Politopuri regulate și uniforme convexe fundamentale în dimensiunile 2–10 | Politopuri regulate și uniforme convexe fundamentale în dimensiunile 2–10 | Politopuri regulate și uniforme convexe fundamentale în dimensiunile 2–10 | Politopuri regulate și uniforme convexe fundamentale în dimensiunile 2–10 | Politopuri regulate și uniforme convexe fundamentale în dimensiunile 2–10 | Politopuri regulate și uniforme convexe fundamentale în dimensiunile 2–10 | Politopuri regulate și uniforme convexe fundamentale în dimensiunile 2–10 | Politopuri regulate și uniforme convexe fundamentale în dimensiunile 2–10 | Politopuri regulate și uniforme convexe fundamentale în dimensiunile 2–10 | Politopuri regulate și uniforme convexe fundamentale în dimensiunile 2–10 | Politopuri regulate și uniforme convexe fundamentale în dimensiunile 2–10 | Politopuri regulate și uniforme convexe fundamentale în dimensiunile 2–10 |
| ------------------------------------------------------------------------- | ------------------------------------------------------------------------- | ------------------------------------------------------------------------- | ------------------------------------------------------------------------- | ------------------------------------------------------------------------- | ------------------------------------------------------------------------- | ------------------------------------------------------------------------- | ------------------------------------------------------------------------- | ------------------------------------------------------------------------- | ------------------------------------------------------------------------- | ------------------------------------------------------------------------- | ------------------------------------------------------------------------- | ------------------------------------------------------------------------- |
| Familie                                                                   | An                                                                        | Bn                                                                        | I2(p) / Dn                                                                | E6 / E7 / E8 / F4 / G2                                                    | Hn                                                                        |                                                                           |                                                                           |                                                                           |                                                                           |                                                                           |                                                                           |                                                                           |
| Poligoane regulate                                                        | Triunghi                                                                  | Pătrat                                                                    | p-gon                                                                     | Hexagon                                                                   | Pentagon                                                                  |                                                                           |                                                                           |                                                                           |                                                                           |                                                                           |                                                                           |                                                                           |
| Poliedre uniforme                                                         | Tetraedru                                                                 | Octaedru • Cub                                                            | Semicub                                                                   |                                                                           | Dodecaedru • Icosaedru                                                    |                                                                           |                                                                           |                                                                           |                                                                           |                                                                           |                                                                           |                                                                           |
| 4-politopuri uniforme                                                     | 5-celule                                                                  | 16-celule • Tesseract                                                     | Semitesseract                                                             | 24-celule                                                                 | 120-celule • 600-celule                                                   |                                                                           |                                                                           |                                                                           |                                                                           |                                                                           |                                                                           |                                                                           |
| 5-politopuri uniforme                                                     | 5-simplex                                                                 | 5-ortoplex • 5-cub                                                        | 5-semicub                                                                 |                                                                           |                                                                           |                                                                           |                                                                           |                                                                           |                                                                           |                                                                           |                                                                           |                                                                           |
| 6-politopuri uniforme                                                     | 6-simplex                                                                 | 6-ortoplex • 6-cub                                                        | 6-semicub                                                                 | 122 • 221                                                                 |                                                                           |                                                                           |                                                                           |                                                                           |                                                                           |                                                                           |                                                                           |                                                                           |
| 7-politopuri uniforme                                                     | 7-simplex                                                                 | 7-ortoplex • 7-cub                                                        | 7-semicub                                                                 | 132 • 231 • 321                                                           |                                                                           |                                                                           |                                                                           |                                                                           |                                                                           |                                                                           |                                                                           |                                                                           |
| 8-politopuri uniforme                                                     | 8-simplex                                                                 | 8-ortoplex • 8-cub                                                        | 8-semicub                                                                 | 142 • 241 • 421                                                           |                                                                           |                                                                           |                                                                           |                                                                           |                                                                           |                                                                           |                                                                           |                                                                           |
| 9-politopuri uniforme                                                     | 9-simplex                                                                 | 9-ortoplex • 9-cub                                                        | 9-semicub                                                                 |                                                                           |                                                                           |                                                                           |                                                                           |                                                                           |                                                                           |                                                                           |                                                                           |                                                                           |
| 10-politopuri uniforme                                                    | 10-simplex                                                                | 10-ortoplex • 10-cub                                                      | 10-semicub                                                                |                                                                           |                                                                           |                                                                           |                                                                           |                                                                           |                                                                           |                                                                           |                                                                           |                                                                           |
| n-politopuri uniforme                                                     | n-simplex                                                                 | n-ortoplex • n-cub                                                        | n-semicub                                                                 | 1k2 • 2k1 • k21                                                           | n-politop pentagonal                                                      |                                                                           |                                                                           |                                                                           |                                                                           |                                                                           |                                                                           |                                                                           |
| Topicuri: Familii de politopuri • Politop regulat                         |                                                                           |                                                                           |                                                                           |                                                                           |                                                                           |                                                                           |                                                                           |                                                                           |                                                                           |                                                                           |                                                                           |                                                                           |